# Championnat de Belgique de football de troisième division 1936-1937
Navigation
saison précédente saison suivante
Cette page présente la onzième édition du championnat de Promotion (D3) belge.
Lors de ce championnat, le Sporting de Charleroi prend sa revanche et, après avoir à nouveau dominé sa série, décroche le droit de monter en Division 1 (D2). Seule la Jeunesse Arlonaise parvient à tenir tête aux Zèbres dans la série A. Wilrijk résiste à la fougue de deux promus pour être champion en série B. Le R. Vilvorde FC n'a guère de difficultés à s'isoler en tête, tandis que son voisin du Zwarte Leeuw termine dernier. Enfin, en série D, L'AS Renaisienne retrouve le 2e niveau, huit saisons après l'avoir quitté.
Six des douze promus ne parviennent pas à prolonger leur séjour en « nationale ».

## Participants 1936-1937
Cinquante-six clubs prennent part à cette édition, soit le même nombre que lors de la saison précédente. Les équipes sont réparties en quatre séries de 14 formations.

### Localisations Série A
| \| Liège · R. FC Liégeois · St-Nicolas FC · + · AS Herstalienne · Milmort FC Charleroi · R. Charleroi SC · CS Couillet · US Gilly · CdS Marchienne-Monceau Liège Cl. Amay Sp. Charleroi FC Binchois US Auvelais Namur Sp. J. Arlonaise FC JS Athusienne \| Localisation des clubs engagés en Promotion A 1936-1937 |
| Liège · R. FC Liégeois · St-Nicolas FC · + · AS Herstalienne · Milmort FC Charleroi · R. Charleroi SC · CS Couillet · US Gilly · CdS Marchienne-Monceau Liège Cl. Amay Sp. Charleroi FC Binchois US Auvelais Namur Sp. J. Arlonaise FC JS Athusienne                                                               |

### Participants Série A
| #  | Nom                                        | Mat. | Ville              | Stades                   | En D3 depuis    | Total en D3 | Province   |
| -- | ------------------------------------------ | ---- | ------------------ | ------------------------ | --------------- | ----------- | ---------- |
| 1  | Association Sportive Herstalienne          | 82   | Herstal            | ??                       | 1935-1936 (1re) | 8 saisons   | Liège      |
| 2  | Royal Football Club Liègeois               | 4    | Liège              | stade Vélodrome          | 1935-1936 (2e)  | 2 saisons   | Liège      |
| 3  | Royal Charleroi Sporting Club              | 22   | Charleroi          | rue Spinoy               | 1932-1933 (5e)  | 8 saisons   | Hainaut    |
| 4  | Cercle Sportif Couillet                    | 94   | Couillet           | ??                       | 1934-1935 (3e)  | 3 saisons   | Hainaut    |
| 5  | Union Sportive de Gilly                    | 139  | Gilly              | ??                       | 1930-1931 (7e)  | 7 saisons   | Hainaut    |
| 6  | Jeunesse Arlonaise                         | 143  | Arlon              | ??                       | 1934-1935 (3e)  | 9 saisons   | Luxembourg |
| 7  | Société Royale Namur Sports                | 156  | Namur              | stade des Champs-Elysées | 1931-1932 (6e)  | 7 saisons   | Namur      |
| 8  | Club Amay Sportif                          | 179  | Amay               | ??                       | 1931-1932 (6e)  | 6 saisons   | Liège      |
| 9  | Football Club Binchois                     | 207  | Binche             | ??                       | 1935-1936 (2e)  | 4 saisons   | Hainaut    |
| 10 | Club des Sports de Marchienne-Monceau      | 278  | Marchienne-au-Pont | ??                       | 1931-1932 (6e)  | 6 saisons   | Hainaut    |
| 11 | Saint-Nicolas Football Club                | 667  | Saint-Nicolas      | ??                       | 1935-1936 (2e)  | 2 saisons   | Liège      |
| 12 | Milmort Football Club                      | 208  | Milmort            | ??                       | 1936-1937 (1re) | 4 saisons   | Liège      |
| 13 | Union Sportive Auvelais                    | 238  | Auvelais           | ??                       | 1936-1937 (1re) | 4 saisons   | Namur      |
| 14 | Football Club Jeunesse Sportive Athusienne | 254  | Athus              | ??                       | 1936-1937 (1re) | 3 saisons   | Luxembourg |

### Série B
| #  | Nom                                  | Mat. | Ville      | Stades        | En D3 depuis    | Total en D3 | Province |
| -- | ------------------------------------ | ---- | ---------- | ------------- | --------------- | ----------- | -------- |
| 1  | Royal Club Sportif Verviétois        | 8    | Verviers   | Panorama      | 1936-1937 (1re) | 2 saisons   | Liège    |
| 2  | Royal Sporting Club Theux            | 14   | Theux      | ??            | 1934-1935 (3e)  | 3 saisons   | Liège    |
| 3  | Royal Football Club Bressoux         | 23   | Bressoux   | ??            | 1932-1933 (5e)  | 10 saisons  | Liège    |
| 4  | Royal Fléron Football Club           | 33   | Fléron     | ??            | 1935-1936 (2e)  | 8 saisons   | Liège    |
| 5  | Racing Club Borgerhout               | 84   | Borgerhout | ??            | 1935-1936 (2e)  | 6 saisons   | Anvers   |
| 6  | La Jeunesse d'Eupen                  | 108  | Eupen      | ??            | 1927-1928 (10e) | 10 saisons  | Liège    |
| 7  | Royal Football Club Malmundaria 1904 | 188  | Malmedy    | ??            | 1933-1934 (4e)  | 7 saisons   | Liège    |
| 8  | Football Club Wilrijk                | 155  | Wilrijk    | ??            | 1935-1936 (2e)  | 5 saisons   | Anvers   |
| 9  | Hemiksem Athletic Club               | 360  | Hemiksem   | ??            | 1930-1931 (7e)  | 7 saisons   | Anvers   |
| 10 | Nielsche Sportkring                  | 415  | Niel       | ??            | 1933-1934 (4e)  | 5 saisons   | Anvers   |
| 11 | Sint-Rochus Football Club Deurne     | 665  | Deurne     | ??            | 1932-1933 (5e)  | 5 saisons   | Anvers   |
| 12 | Union Sportive de Liège              | 40   | Glain      | ??            | 1936-1937 (1re) | 7 saisons   | Liège    |
| 13 | Willebroekse Sportvereniging         | 85   | Willebroek | Henry Pickery | 1936-1937 (1re) | 1 saison    | Anvers   |
| 14 | Bouchoutse Voetebalvereniging        | 121  | Bouchout   | ??            | 1936-1937 (1re) | 1 saison    | Anvers   |

### Localisations Série B
| \| Anvers · RC Borgerhout · FC Wilrijk · Hemiskem AC · Nielsche AC · St-Rochus FC Deurne Liège · R. FC Bressoux · US Liège · + · R. Fléron FC Anvers Bouchout Willebroek Liège Verviers Eupen R. SC Theux Malmundaria \| Localisation des clubs engagés en Promotion B 1936-1937 |
| Anvers · RC Borgerhout · FC Wilrijk · Hemiskem AC · Nielsche AC · St-Rochus FC Deurne Liège · R. FC Bressoux · US Liège · + · R. Fléron FC Anvers Bouchout Willebroek Liège Verviers Eupen R. SC Theux Malmundaria                                                               |

### Série C
| #  | Nom                                   | Mat. | Ville     | Stades      | En D3 depuis    | Total en D3 | Province |
| -- | ------------------------------------- | ---- | --------- | ----------- | --------------- | ----------- | -------- |
| 1  | Patria Football Club Tongres          | 71   | Tongres   | ??          | 1936-1937 (1re) | 5 saisons   | Limbourg |
| 2  | Royal Excelsior Football Club Hasselt | 37   | Hasselt   | ??          | 1933-1934 (4e)  | 8 saisons   | Limbourg |
| 3  | Vilvorde Football Club                | 49   | Vilvorde  | ??          | 1930-1931 (7e)  | 9 saisons   | Brabant  |
| 4  | Cercle Sportif Tongrois               | 73   | Tongres   | ??          | 1935-1936 (2e)  | 7 saisons   | Limbourg |
| 5  | Herentalsche Sportkring               | 97   | Herentals | ??          | 1931-1932 (6e)  | 6 saisons   | Anvers   |
| 6  | Victoria Football Club Louvain        | 206  | Louvain   | ??          | 1933-1934 (4e)  | 7 saisons   | Brabant  |
| 7  | Turnhoutsche Sportkring Hand-in-Hand  | 210  | Turnhout  | ??          | 1935-1936 (2e)  | 5 saisons   | Anvers   |
| 8  | Sporting Club Louvain                 | 223  | Louvain   | ??          | 1934-1935 (3e)  | 4 saisons   | Brabant  |
| 9  | Netha Football Club Herentals         | 408  | Herentals | ??          | 1935-1936 (2e)  | 2 saisons   | Anvers   |
| 10 | Sporting Club Union & Progrès Jette   | 474  | Jette     | ??          | 1935-1936 (2e)  | 5 saisons   | Brabant  |
| 11 | Genk Voetbalvereniging                | 735  | Genk      | ??          | 1934-1935 (3e)  | 3 saisons   | Limbourg |
| 12 | Royal Cercle Sportif Hallois          | 120  | Hal       | ??          | 1936-1937 (1re) | 2 saisons   | Brabant  |
| 13 | Football Club Zwarte Leeuw Vilvoorde  | 306  | Vilvorde  | ??          | 1936-1937 (1re) | 7 saisons   | Brabant  |
| 14 | Beeringen Football Club               | 522  | Beringen  | Mijnstadion | 1936-1937 (1re) | 1 saison    | Limbourg |

### Localisations Série C
| \| Turnouhtsche SK Herentalsche SK Netha FC CS Hallois SCUP Vilvorde FC Zw. L. Vilvoorde Victoria FC SC Louvain Beringen Genk VV R. Exc. FC Hasselt CS Tongrois Patria FC \| Localisation des clubs engagés en Promotion C 1936-1937 |
| Turnouhtsche SK Herentalsche SK Netha FC CS Hallois SCUP Vilvorde FC Zw. L. Vilvoorde Victoria FC SC Louvain Beringen Genk VV R. Exc. FC Hasselt CS Tongrois Patria FC                                                               |

### Série D
| #  | Nom                                       | Mat. | Ville           | Stades               | En D3 depuis    | Total en D3 | Province        |
| -- | ----------------------------------------- | ---- | --------------- | -------------------- | --------------- | ----------- | --------------- |
| 1  | Association Royale Athlétique Termondoise | 57   | Termonde        | ??                   | 1936-1937 (1re) | 7 saisons   | Fl. orientale   |
| 2  | Royal Courtrai Sports                     | 19   | Courtrai        | ??                   | 1931-1932 (6e)  | 9 saisons   | Fl. occidentale |
| 3  | Royal Racing Club Tournaisien             | 36   | Tournai         | Drève de Maire       | 1926-1927 (11e) | 11 saisons  | Hainaut         |
| 4  | Royale Association Sportive Renaisienne   | 38   | Renaix          | avenue du 4 mars     | 1934-1935 (3e)  | 6 saisons   | Fl. orientale   |
| 5  | Royal Albert Elisabeth Club Mons          | 44   | Mons            | rue du Tir           | 1926-1927 (11e) | 11 saisons  | Hainaut         |
| 6  | Koninklijke Blankenberghe Sportvereniging | 48   | Blankenberge    | ??                   | 1935-1936 (2e)  | 8 saisons   | Fl. occidentale |
| 7  | Royal Sporting Club Méninois              | 56   | Menin           | ??                   | 1935-1936 (2e)  | 5 saisons   | Fl. occidentale |
| 8  | Racing Club Wetteren                      | 95   | Wetteren        | ??                   | 1929-1930 (8e)  | 9 saisons   | Fl. orientale   |
| 9  | Daring Club Blankenberghe                 | 146  | Blankenberge    | ??                   | 1934-1935 (3e)  | 4 saisons   | Fl. occidentale |
| 10 | Sint-Niklaassche Sportkring               | 221  | St-Nicolas/Waas | ??                   | 1932-1933 (5e)  | 10 saisons  | Fl. orientale   |
| 11 | Temsche Sportkring                        | 501  | Tamise          | ??                   | 1935-1936 (2e)  | 5 saisons   | Fl. orientale   |
| 12 | Royale Union Sportive Tournaisienne       | 26   | Tournai         | stade Gaston Horlait | 1936-1937 (1re) | 9 saisons   | Hainaut         |
| 13 | Excelsior Athletic Club Sint-Niklaas      | 239  | St-Nicolas/Waas | ??                   | 1936-1937 (1re) | 1 saison    | Fl. orientale   |
| 14 | Football Club Heystois                    | 414  | Heist           | ??                   | 1936-1937 (1re) | 2 saisons   | Fl. occidentale |

### Localisations Série D
| \| FC Heystois K. Blankenberghe SV Daring Cl. Blankenberghe R. Courtrai Sp. R SC Méninois US Tournai RC Tournai Mons RC Wetteren St-Niklaassche SK Excelsior AC ARA Termondoise Temsche SK R. AS Renaisienne \| Localisation des clubs engagés en Promotion D 1936-1937 |
| FC Heystois K. Blankenberghe SV Daring Cl. Blankenberghe R. Courtrai Sp. R SC Méninois US Tournai RC Tournai Mons RC Wetteren St-Niklaassche SK Excelsior AC ARA Termondoise Temsche SK R. AS Renaisienne                                                               |

## Classements
- Le nom des clubs est celui employé à l'époque

Légende
- Champion & Promu en Division 1 (D2)
- clubs relégué vers les séries inférieures

Abréviations
 relégué depuis la Division 1 (D2)
 : Promu depuis les séries inférieures
- Départages: Si nécessaire, les départages des égalités de points se font d'abord en donnant priorité « au plus petit nombre de défaites ».

### Promotion A
| Rang | Équipe             | Pts | J  | G  | N  | P  | Bp | Bc  | Diff |
| ---- | ------------------ | --- | -- | -- | -- | -- | -- | --- | ---- |
| 1    | R. CHARLEROI SC    | 42  | 26 | 19 | 4  | 3  | 70 | 28  | +42  |
| 2    | Jeunesse Arlonaise | 40  | 26 | 17 | 6  | 3  | 85 | 43  | +42  |
| 3    | US Auvelais        | 29  | 26 | 12 | 5  | 9  | 79 | 62  | +17  |
| 4    | US Gilly           | 29  | 26 | 13 | 3  | 10 | 60 | 51  | +9   |
| 5    | R. FC Liégeois     | 27  | 26 | 11 | 5  | 10 | 79 | 62  | +17  |
| 6    | AS Herstalienne    | 27  | 26 | 11 | 5  | 10 | 67 | 54  | +13  |
| 7    | Milmort FC         | 26  | 26 | 8  | 10 | 8  | 66 | 66  | 0    |
| 8    | SR Namur Sports    | 26  | 26 | 10 | 6  | 10 | 52 | 44  | +8   |
| 9    | Club Amay Sportif  | 26  | 26 | 12 | 2  | 12 | 64 | 67  | -3   |
| 10   | CS Marchienne      | 25  | 26 | 11 | 3  | 12 | 65 | 66  | -1   |
| 11   | St-Nicolas Liège   | 23  | 26 | 10 | 3  | 13 | 49 | 64  | -15  |
| 12   | CS Couillet        | 21  | 26 | 10 | 1  | 15 | 37 | 63  | -26  |
| 13   | FC JS Athusienne   | 16  | 26 | 7  | 2  | 17 | 62 | 84  | -22  |
| 14   | FC Binchois        | 7   | 26 | 3  | 1  | 22 | 22 | 103 | -81  |

### Promotion B
| Rang | Équipe                 | Pts | J  | G  | N | P  | Bp | Bc | Diff |
| ---- | ---------------------- | --- | -- | -- | - | -- | -- | -- | ---- |
| 1    | FC WILRIJK             | 36  | 26 | 17 | 2 | 7  | 68 | 41 | +27  |
| 2    | Willebroekse SV        | 33  | 26 | 14 | 5 | 7  | 82 | 59 | +23  |
| 3    | Bouchoutsche VV        | 31  | 26 | 14 | 3 | 9  | 71 | 56 | +15  |
| 4    | K. RC Borgerhout       | 31  | 26 | 14 | 3 | 9  | 44 | 42 | +2   |
| 5    | R. CS Verviétois       | 29  | 26 | 13 | 3 | 10 | 71 | 65 | +6   |
| 6    | R. FC Malmundaria 1904 | 28  | 26 | 12 | 4 | 10 | 82 | 51 | +31  |
| 7    | Nielsche SK            | 26  | 26 | 11 | 4 | 11 | 49 | 50 | -1   |
| 8    | AC Hemiksem            | 25  | 26 | 11 | 3 | 12 | 66 | 57 | +9   |
| 9    | R. FC Bressoux         | 25  | 26 | 11 | 3 | 12 | 59 | 64 | -5   |
| 10   | St-Rochus FC Deurne    | 24  | 26 | 9  | 6 | 11 | 56 | 70 | -14  |
| 11   | R. Fléron FC           | 22  | 26 | 8  | 6 | 12 | 55 | 56 | -1   |
| 12   | La Jeunesse d'Eupen    | 20  | 26 | 6  | 8 | 12 | 41 | 52 | -11  |
| 13   | R. SC Theux            | 20  | 26 | 9  | 2 | 15 | 48 | 96 | -48  |
| 14   | R. US Liège            | 14  | 26 | 5  | 4 | 17 | 47 | 80 | -33  |

### Promotion C
| Rang | Équipe                    | Pts | J  | G  | N | P  | Bp | Bc | Diff |
| ---- | ------------------------- | --- | -- | -- | - | -- | -- | -- | ---- |
| 1    | R. VILVORDE FC            | 41  | 26 | 19 | 3 | 4  | 94 | 42 | +52  |
| 2    | R. Excelsior FC Hasselt   | 34  | 26 | 15 | 4 | 7  | 74 | 49 | +25  |
| 3    | SCUP Jette                | 30  | 26 | 12 | 6 | 8  | 57 | 45 | +12  |
| 4    | Patria FC Tongres         | 30  | 26 | 12 | 6 | 8  | 82 | 71 | +11  |
| 5    | R. CS Tongrois            | 30  | 26 | 14 | 2 | 10 | 65 | 60 | +5   |
| 6    | Beeringen FC              | 29  | 26 | 11 | 7 | 8  | 55 | 44 | +11  |
| 7    | SC Louvain                | 26  | 26 | 11 | 4 | 11 | 62 | 58 | +4   |
| 8    | FC Netha Herentals        | 23  | 26 | 11 | 3 | 12 | 54 | 53 | +1   |
| 9    | Turnhoutse SK HIH         | 24  | 26 | 10 | 4 | 12 | 70 | 74 | -4   |
| 10   | Herentalsche SK           | 22  | 26 | 7  | 8 | 11 | 46 | 52 | -6   |
| 11   | Genk VV                   | 22  | 26 | 9  | 4 | 13 | 56 | 72 | -16  |
| 12   | Victoria FC Louvain       | 22  | 26 | 10 | 2 | 14 | 54 | 72 | -18  |
| 13   | R. CS Hallois             | 15  | 26 | 5  | 5 | 16 | 44 | 76 | -32  |
| 14   | Zwarte Leeuw FC Vilvoorde | 14  | 26 | 5  | 4 | 17 | 46 | 91 | -45  |

### Promotion D
| Rang | Équipe                  | Pts | J  | G  | N  | P  | Bp | Bc | Diff |
| ---- | ----------------------- | --- | -- | -- | -- | -- | -- | -- | ---- |
| 1    | R. AS RENAISIENNE       | 39  | 26 | 18 | 3  | 5  | 81 | 34 | +47  |
| 2    | R. US Tournaisienne     | 32  | 26 | 15 | 5  | 6  | 88 | 56 | +32  |
| 3    | R. AEC Mons             | 35  | 26 | 16 | 3  | 7  | 72 | 47 | +25  |
| 4    | R. RC Tournaisien       | 32  | 26 | 14 | 4  | 8  | 80 | 55 | +25  |
| 5    | R. Courtrai Sport       | 30  | 26 | 14 | 2  | 10 | 67 | 57 | +10  |
| 6    | St-Niklaasche SK        | 29  | 26 | 12 | 5  | 9  | 51 | 49 | +2   |
| 7    | R. SC Meninois          | 27  | 26 | 8  | 11 | 7  | 59 | 65 | -6   |
| 8    | Excelsior AC St-Niklaas | 24  | 26 | 11 | 2  | 13 | 53 | 63 | -10  |
| 9    | RC Wetteren             | 24  | 26 | 11 | 2  | 13 | 54 | 65 | -11  |
| 10   | Daring Blankenberge     | 23  | 26 | 9  | 5  | 12 | 61 | 55 | +6   |
| 11   | Temsche SK              | 23  | 26 | 10 | 3  | 13 | 70 | 77 | -7   |
| 12   | K. SV Blankenberge      | 16  | 26 | 7  | 2  | 17 | 35 | 66 | -31  |
| 13   | FC Heystois             | 16  | 26 | 7  | 2  | 17 | 39 | 97 | -58  |
| 14   | ARA Termondoise         | 11  | 26 | 4  | 3  | 19 | 38 | 72 | -34  |

## Résumé de la saison
- Champion A: R. Charleroi SC (2e titre en D3)
- Champion B: FC Wilrijk (1er titre en D3)
- Champion C: Vilvorde FC (2e titre en D3)
- Champion D: R. AS Renaisienne (2e titre en D3)
- Huitième titre de "D3" pour la Province d’Anvers.
- Sixième titre de "D3" pour la Province de Brabant.
- Quatrième titre de "D3" pour la Province de Hainaut.
- Quatrième titre de "D3" pour la Province de Flandre orientale.

| Région flamande (26) | Région flamande (26) | Province de Brabant (6)           | Province de Brabant (6) | Région wallonne (24)   | Région wallonne (24) |
| --- | -------------------- | --------------------------------- | ----------------------- | ---------------------- | -------------------- |
| Province d'Anvers | 10                   | Province de Brabant               | 6                       | Province de Hainaut    | 8                    |
| Province de Flandre-Occidentale | 5                    | dont Région de Bruxelles-Capitale | 1                       | Province de Liège      | 12                   |
| Province de Flandre-Orientale | 6                    | dont Province du Brabant flamand  | 5                       | Province de Luxembourg | 2                    |
| Province de Limbourg | 5                    | dont Province du Brabant wallon   | 0                       | Province de Namur      | 2                    |
| Rappel: En Belgique, le principe d'une frontière linguistique est créé par la Loi du 21 juillet 1921, mais elle n'est définitivement fixée que par les Lois du 8 novembre 1962. Cette « frontière » voit ses effets principaux se marquer à partir de 1963 avec, par exemple, les passages de Mouscron en Hainaut ou de Fourons au Limbourg. La Belgique ne devient un État fédéralisé qu'à partir de 1970 lorsqu'est appliquée la première réforme constitutionnelle. À ce moment, l'ajout de l'« Article 59bis » crée les « Communautés » alors que le plus délicat, car longtemps et âprement débattu, « Article 107quater » établit les « Régions ». La Région de Bruxelles-Capitale ne voit le jour qu'en 1989. La scission de la Province de Brabant en deux (flamand et wallon) n'intervient officiellement qu'au 1er janvier 1995. |                      |                                   |                         |                        |                      |

## Fusion
À la fin de la saison, St-Rochus FC Deurne fusionne avec le FC Deurne (ce club est lui-même issue d'une fusion antérieure entre le "VV Deurne" et le "Vlaamse Leeuw Deurne") pour former le RC Deurne.

## Débuts en séries nationales (et donc en Division 3)
Quatre clubs font leurs débuts en séries nationales.
- Bouchoutsche VV, Willebroekse SV (31e et 32e clubs de la Province d'Anvers) - 21e Anversois en D3;
- Excelsior AC St-Niklaas (14e club de la Province de Flandre orientale) - 11e Flandrien oriental en D3;
- Beeringen FC (10e club de la Province de Limbourg) - 10e Limbourgeois en D3;

## Montée vers le…/ Relégation du2eniveau
Les quatre champions, à savoir le Sporting de Charleroi, l'AS Renaisienne, le Vilvorde FC et le FC Wilrijk, sont promus en Division 1 (D2), où ils remplacent les relégués suivants: R. Racing CB, SK Hoboken, AS Ostendaise et Stade Waremmien FC.

## Relégations vers le niveau inférieur
Les trois derniers classés de chaque série sont relégués en séries régionales. Les douze relégués, triés par Province, furent:
| Clubs                                                         |   | Provinces                       |
| ------------------------------------------------------------- | - | ------------------------------- |
|                                                               | ⇒ | Province d'Anvers               |
| Victoria FC Louvain, R. CS Hallois, FC Zwarte Leeuw Vilvoorde | ⇒ | Province de Brabant             |
| K. Blankenberghe SV, FC Heystois                              | ⇒ | Province de Flandre-Occidentale |
| ARA Termondoise                                               | ⇒ | Province de Flandre-Orientale   |
| CS Couillet, R. FC Binchois                                   | ⇒ | Province de Hainaut             |
| La Jeunesse d'Eupen, R. SC Theux, R. US Liège                 | ⇒ | Province de Liège               |
|                                                               | ⇒ | Province de Limbourg            |
| FC JS Athusienne                                              | ⇒ | Province de Luxembourg          |
|                                                               | ⇒ | Province de Namur               |

## Montée depuis le niveau inférieur
En fin de saison, douze clubs sont promus depuis les séries inférieures. Les Provinces d'Anvers, de Hainaut et de Liège bénéficient d'un second montant en raison de leur plus grand nombre de clubs affiliés.
| Provinces                       | Montant                               |
| ------------------------------- | ------------------------------------- |
| Province d'Anvers               | Wezel Sport, FC Nijlen                |
| Province de Brabant             | Hoger Op FC Leuven, R. Union Halloise |
| Province de Flandre-Occidentale | R. Knokke FC                          |
| Province de Flandre-Orientale   | SK Geraardsbergen                     |
| Province de Hainaut             | R. AA Louviéroise                     |
| Province de Liège               | RC Vottem, Juprelle Union             |
| Province de Limbourg            | St-Truidensche VV                     |
| Province de Luxembourg          | CS Vielsalm                           |
| Province de Namur               | CS Andennais                          |